# Simone Kroll
Simone Kroll (Lyon, 20 oktober 1928) is een Belgisch pottenbakker, landschapskunstenaar, tuinier en colorist.

## Biografie
Na haar baccalaureaat studeert Simone Kroll aan de École nationale supérieure des arts décoratifs in Parijs. Aanvankelijk wil ze decors maken, maar ze vindt het milieu seksistisch en besluit in de Provence een opleiding tot pottenbakker te volgen.
In 1957 ontmoet ze Lucien Kroll met wie ze huwt. Samen richten ze Atelier d'Architecture Simone & Lucien Kroll op waarin ze samenwerken aan verschillende architectuurprojecten.

Haar werk focust op het ontwerpen van de tuinen bij de architectuurprojecten die ze samen met Lucien Kroll uitvoerde. Landschap en werken met het land is een prioriteit in haar projecten. Atelier d'Architecture Simone & Lucien Kroll is een van de eerste architecten waarbij het principe van burgerparticipatie deel uitmaakt van het ontwerpproces.
"Na de kennis van de kinderen over planten en groenten te hebben gepeild, gingen wij vrolijk op weg naar de tuin (...) Wij tekenden, spraken, plantten, gaven recepten waaraan de moeders zo vriendelijk waren deel te nemen. Wat essentieel is, is de echte deelname."

Simone Kroll over de tuin in Chaumont-sur-Loire (1993)
De projecten La Mémé (Brussel, 1970-1972) en Les Vignes Blanches (Cergy-Pontoise, 1977-1989) geven concreet gestalte aan dit idee van progressieve en lokale architectuur en tuinontwerp. Haar werk wil heterogeen, onconventioneel en fantasierijk zijn zonder grenzen. Simone Kroll neemt de beplanting op de terreinen voor haar rekening, die een derde van de totale oppervlakte van alle projecten van het bureau vertegenwoordigt. Ze heeft ook aandacht voor kleur en het bevorderen van de ontmoetingen tussen de bewoners. In haar werk voor de Jardin Éco (Chaumont-sur-Loire, 1992), dat op het Festival international des Jardins werd gepresenteerd, integreert zij – naast bloemen – voor het eerst groenten in een landschap dat zorgvuldig door haar was aangeplant.
Ze woont in Brussel met Lucien Kroll in een collectieve woonst die ze tussen 1961 en 1964 hebben opgericht en waar zij hun tuin onderhouden.

## Enkele projecten
- 1961-1965: wooncomplex, Oudergem[3]
- 1970-1972: ‘La Mémé’ studentenwoningen voor ‘Maison des Médecins’, Brussel[4]
- 1977-1989: Les Vignes Blanches, Cergy-Pontoise
- 1992: Jardin Éco, Chaumont-sur-Loire